# 顧肇鼎
顧肇鼎（?—?），一稱顏肇鼎，江西省吉安府泰和縣人，清朝政治人物、同進士出身。
光緒十六年（1890年），参加光緒庚寅科殿試，登進士三甲161名。同年五月，著主事，分部学习。